# Посольство України в Сінгапурі
Посольство України в Республіці Сінгапур — дипломатична місія України в Сінгапурі.

## Завдання посольства
Основне завдання Посольства України в Сінгапурі представляти інтереси України, сприяти розвиткові політичних, економічних, культурних, наукових та інших зв'язків, а також захищати права та інтереси громадян і юридичних осіб України, які перебувають на території Сингапуру та Брунеї Даруссалам.
Посольство сприяє розвиткові міждержавних відносин між Україною і Сінгапуром на всіх рівнях, з метою забезпечення гармонійного розвитку взаємних відносин, а також співробітництва з питань, що становлять взаємний інтерес. Посольство виконує також консульські функції.

## Історія дипломатичних відносин
2 січня 1992 року Сінгапур визнав незалежність України. 31 березня 1992 року між нашими державами було встановлено дипломатичні відносини. Посольство України в Республіці Сінгапур було відкрито 9 липня 2003 року.

## Керівники дипломатичної місії
1. Литвин Ігор Антонович (1998–1999)
2. Білодід Ростислав Митрофанович (2000–2002)
3. Горін Олександр Олегович (2003–2006)
4. Маштабей Віктор Якович (2006–2009)
5. Мицик Всеволод Всеволодович (2009–2010) т.п.
6. Султанський Павло Олександрович (2010–2015[1]), посол
7. Сенік Дмитро Юрійович (2015[2]–2020[3])
8. Зеленко Катерина Михайлівна (2020[4]-)